# Paulinho Cascavel
Paulo Roberto Bacinello, mais conhecido como Paulinho Cascavel (Cascavel, 29 de setembro de 1959) é um ex-futebolista brasileiro que atuava como atacante.

## Carreira

### No Brasil
Iniciou sua carreira no Cascavel EC, sagrando-se Campeão Estadual do Paranaense de 1980. Curiosamente, o título foi dividido com o time curitibano do Colorado.
Paulinho Cascavel seguiu a carreira no Estado de Santa Catarina, primeiro ao serviço do Criciúma EC e depois no Joinville EC, conquistando o título de melhor marcador no Estadual Catarinense de 1982 e 1984. Sagrou-se novamente Campeão Estadual, mas agora em Santa Catarina, em 1984, pelo Joinville EC.
Entre agosto de 1983 e final de fevereiro de 1984 defendeu o Fluminense FC, tendo feito parte do elenco Campeão Brasileiro de 1984. Pelo Fluminense, Paulinho disputou apenas 8 jogos, com 5 vitórias, 1 empate e 2 derrotas, não marcando gols, tendo entrado em 7 das partidas e jogando como titular em apenas uma delas, em um elenco no qual sofria a forte concorrência de Washington, um dos ídolos da Torcida Tricolor.  

### Em Portugal
A qualidade e regularidade dos seus desempenhos despertou a cobiça dos clubes portugueses, tendo o FC Porto na época 1984/85 contratado os seus serviços. Acontece que no FC Porto tinha o lugar tapado pelo Bi - Bota de Ouro Fernando Gomes, pelo que praticamente nem chegou a ser utilizado passando pelo clube azul e branco praticamente despercebido.
Pimenta Machado que sempre teve “debaixo de olho” o atacante brasileiro, na primeira oportunidade contratou os seus serviços, envolvendo-o no negocio da transferência do guarda-redes Júnior Best do Vitória para o FC Porto. É assim pois, que Paulinho Cascavel chega a Guimarães no início da temporada 1985/86 a fim de integrar o plantel treinador por António Morais.
Logo na primeira temporada ao serviço do Vitória de Guimarães, Paulinho Cascavel é autor de 25 golos. Revelava-se um ponta lança mortífero, oportunista o quanto baste, um excelente cabeceador e senhor de um remate forte com ambos os pés. Tecnicista por natureza, o craque fazia golos de bola parada, pois cobrava penaltis com precisão, e executava livres directos com mestria, e em bola corrida, finalizava de todas as formas e feitios. Dele via-se potentes remates de fora da área, como simples conclusões para golos dentro da grande área.
Apesar da primeira temporada de luxo em Guimarães, é na época 1986/87 que o fenómeno Paulinho Cascavel se implanta definitivamente na história do Vitória. Além dos excelentes desempenhos a nível nacional, a marca Paulinho Cascavel percorre a Europa, fruto da magnífica campanha da equipa vitoriana no Campeonato Nacional e das proezas conseguidas na Taça UEFA. Marinho Peres, técnico brasileiro do Vitória de Guimarães naquela temporada, montou uma equipa composta por excelentes executantes, mas que tinha em Paulinho Cascavel a verdadeira cereja no topo do bolo.
O culminar da temporada chegou com a conquista individual do prémio Bola de Prata, instituído pelo Jornal A Bola, distinguindo assim aquele que foi o melhor marcador do campeonato 1986/87, com 22 golos apontados. É o melhor marcador da história do Vitória nas competições europeias com 5 golos.
Sai do Vitória de Guimarães rumo ao Sporting CP em 1987/88 onde irá substituir Manuel Fernandes. Na sua primeira época em Alvalade a produção mantém-se, concretiza 24 golos no campeonato, revalidando assim o título de melhor marcador no Campeonato Português. Permaneceu em Alvalade 3 temporadas onde conquistou o único título colectivo em Portugal, uma Supertaça Cândido de Oliveira.
Após conflito com o Presidente sportinguista Sousa Sintra, Paulinho Cascavel abandona o clube verde e branco e prossegue a carreira no Gil Vicente FC na época 1990/91, onde arreliadoras lesões acabam por colocar ponto final na sua carreira em Portugal.

### Pós-carreira
Penduradas as chuteiras do atleta profissional, o atacante brasileiro não perdeu as qualidades de goleador, e conquistou o prémio de melhor marcador no campeonato de veteranos, por 5 vezes, ao serviço do Aliados Futebol Clube, entre 1993 e 1998, apenas não vencendo o prémio em 1997.
Actualmente, Paulinho Cascavel reside na cidade de Cascavel, sua terra natal, onde é um empresário de sucesso gerindo diversas fazendas no Mato Grosso do Sul. Continua ainda ligado ao futebol, propriamente na formação de jovens jogadores onde é proprietário de uma escola inserida na estrutura do Grêmio. Está ainda ligado ao departamento de futebol do Cascavel Clube Recreativo, clube resultante de uma fusão entre três clubes de Cascavel, inclusive o Cascavel Esporte Clube, seu primeiro clube como profissional. Seu filho Guilherme Cascavel joga actualmente no Penafiel.

## Títulos
Joinville
- Campeonato Catarinense: 1984

Fluminense
- Campeonato Carioca: 1984

Porto
- Primeira Liga: 1984–85

Sporting CP
- Supertaça Cândido de Oliveira: 1987

## Prêmios individuais
Artilheiro da Primeira Liga: 1986–87, 1987–88